# Diaka (Mali)
Pour les articles homonymes, voir Diaka.
Diaka est une commune rurale du Mali, dans l'arrondissement central de Ténenkou, le cercle de Ténenkou et la région de Mopti.

## Histoire
En novembre 2016, les élections municipales ne peuvent pas se tenir dans la commune pour des raisons de sécurité.

## Villages
La commune compte 17 localités relevées lors du recensement général de 2009. 
Les villages les plus peuplés sont :
- Dia (6 794 habitants)
- Thial (1 519 habitants)
- Diakouri (1 477 habitants)